# Окелло, Тито
Тито Лутуа Окелло (англ. Tito Lutwa Okello; 1914, Намукора, округ Китгум, Уганда — 3 июля 1996, Кения) — угандийский военный и политик. Президент Уганды с 29 июля 1985 по 26 января 1986.

## Начало карьеры
Родился в 1914 году в деревне Намукора (округ Китгум, север Уганды). Принадлежал к этнической группе ачоли. Шестой ребёнок в семье. Пошёл работать, не закончив школы.
С 1940 года в армии, участвовал в сражениях в составе британских вооружённых сил против итальянских войск в Сомали. По окончании курсов военной подготовки в Кении получил звание сержанта и был направлен в Бирму, где принял участие в боевых действиях против японских войск. После окончания Второй Мировой войны продолжал служить в английской армии инструктором.
В 1955 году вернулся в Уганду и продолжил службу в армии. В 1962 году получил офицерский чин.
В 1970 году недолгое время занимал пост начальника штаба армии Уганды, затем — командир бригады. С 1971 года, после государственного переворота, возглавленного Иди Амином, в эмиграции в Танзании.
В 1979 году — один из командующих коалиции (командовал угандийскими частями), состоявшей из танзанийской Народной армии и Фронта национального освобождения Уганды, которые свергли Иди Амина. В 1980 в чине генерал-лейтенанта стал командующим Национально-освободительной армией и был им до 1985 года.

## Президентство
27 июля 1985 года вместе с бригадным генералом Базилио Олара-Окелло организовал государственный переворот, приведший к свержению президента Милтона Оботе и через 2 дня, 29 июля, возглавил Военный Совет страны, провозгласивший основными целями положить конец расколу страны по этническим и религиозным признакам, добиться укрепления национального единства (в качестве шага в этом направлении премьер-министром назначил Поля Мувангу, вице-президента и министра обороны при М. Оботе) и стабилизировать экономическое положение. 10 августа были освобождены все политические заключённые.
Правил страной в качестве президента 6 месяцев. Во время своего президентства приостановил действие конституции, действовавшей с 1967 года, распустил парламент и ввёл военное правление, хотя обещал всеобщие выборы через 12 месяцев.
Хотел закончить гражданскую войну, начатую в 1981 году повстанцами во главе с Йовери Мусевени против Милтона Оботе. Предложил всем оппозиционным движениям прекратить вооружённые действия и войти в состав правительства национального единства.

Осенью в Найроби при посредничестве кенийского президента Даниэля Арап Мои прошли мирные переговоры, результатом которых стало подписание в декабре мирного договора о прекращении огня. Однако вскоре Народная армия сопротивления, возглавляемая Мусевени, разорвала мирное соглашение и продолжила боевые действия против правительственных войск.
В начале января 1986 года НАС начал наступление на Кампалу. Правительственные войска в спешном порядке начали отступать, бросая вооружение и технику, а также оставляя укреплённые позиции. 26 января повстанцы штурмом взяли столицу страны Кампалу. Тито Окелло отправился в изгнание в Кению, где жил до 1993 года, когда был амнистирован президентом Йовери Мусевени и вернулся в Кампалу, где вёл частный образ жизни.
Умер 3 июля 1996 года в возрасте 82 лет. Его останки были перенесены и захоронены в округе Китгум. В январе 2010 года был посмертно награждён почётной Медалью Кагеры за участие в борьбе против Иди Амина.

## Семья
Сын Генри с 2004 года министр иностранных дел Уганды.

Младший брат бывшего президента, Эрисанвери Опира, был похищен из собственного дома в округе Китгум повстанцами из Господней армии сопротивления в 2002 году.